# Anders Zachariassen
Anders Zachriassen (født 4. september 1991) er en dansk professionel håndboldspiller, der spiller i GOG og på det danske landshold.
Med landsholdet har han vundet VM i 2019 i Tyskland/Danmark og VM i håndbold 2021 i Egypten. 